# European Air Transport Leipzig
European Air Transport Leipzig GmbH  é uma companhia aérea sediada na Alemanha que com cargas, com uma frota de 11 aeronaves.